# Santa Teresa di Riva
Santa Teresa di Riva es una localidad italiana de la provincia de Mesina, región de Sicilia, con 9.134 habitantes.

Ubicación de la ciudad de Santa Teresa di Riva dentro de la provincia de Mesina.

## Evolución demográfica
| Gráfica de evolución demográfica de Santa Teresa di Riva entre 1861 y 2001 |
|                                                                            |
| Fuente ISTAT - Elaboración gráfica por parte de Wikipedia                  |